# Gonäs
Gonäs är en tätort i Ludvika kommun, belägen omkring sju kilometer väster om Ludvika. 

## Historia
Den första invånaren i trakten var Ärland Algutsson, som bostatte sig här omkring år 1570 och Gonäs kallades då Ärlandsbo.
I Gonäs anlades redan 1602 en bergsmansägd hytta och i anslutning till hyttan växte byn fram. Det skulle bli den sista bergsmanshyttan, den nedlades så sent som 1926. Ett minne från bergsmanstiden är den välbevarade Gonäs bergsmansgård som är ett byggnadsminne sedan 1972. 
År 1874 drogs Frövi–Ludvika Järnväg förbi byn. Det fanns ett eget stationshus som dock revs 1959. Själva järnvägssträckan lades ner 1981 och har ersatts av en asfalterad gång- och cykelväg som sträcker sig hela vägen från Ludvika till Grängesberg.
Poeten Dan Andersson hade sitt hem i Gonäs innan han dog i cyanväteförgiftning på hotell Hellman i Stockholm.

### Befolkningsutveckling
| Befolkningsutvecklingen i Gonäs 1960–2020                             | Befolkningsutvecklingen i Gonäs 1960–2020 | Befolkningsutvecklingen i Gonäs 1960–2020 | Befolkningsutvecklingen i Gonäs 1960–2020 | Befolkningsutvecklingen i Gonäs 1960–2020 |
| --------------------------------------------------------------------- | ----------------------------------------- | ----------------------------------------- | ----------------------------------------- | ----------------------------------------- |
|                                                                       |                                           |                                           |                                           |                                           |
| År                                                                    |                                           |                                           | Folkmängd                                 | Areal (ha)                                |
| 1960                                                                  | 1960                                      |                                           | 254                                       |                                           |
| 1965                                                                  | 1965                                      |                                           | 299                                       |                                           |
| 1970                                                                  | 1970                                      |                                           | 233                                       |                                           |
| 1975                                                                  | 1975                                      |                                           | 301                                       |                                           |
| 1980                                                                  | 1980                                      |                                           | 296                                       |                                           |
| 1990                                                                  | 1990                                      |                                           | 399                                       | 98                                        |
| 1995                                                                  | 1995                                      |                                           | 389                                       | 104                                       |
| 2000                                                                  | 2000                                      |                                           | 391                                       | 104                                       |
| 2005                                                                  | 2005                                      |                                           | 366                                       | 104                                       |
| 2010                                                                  | 2010                                      |                                           | 357                                       | 103                                       |
| 2015                                                                  | 2015                                      |                                           | 341                                       | 122                                       |
| 2020                                                                  | 2020                                      |                                           | 331                                       | 121                                       |
| Anm.: 2015 utbröts småorten Halvars medan bebyggelsen i Ån tillfördes |                                           |                                           |                                           |                                           |

## Bilder

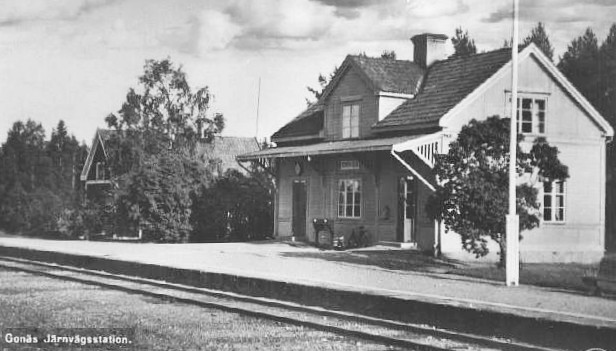
Gonäs stationshus, rivet 1959
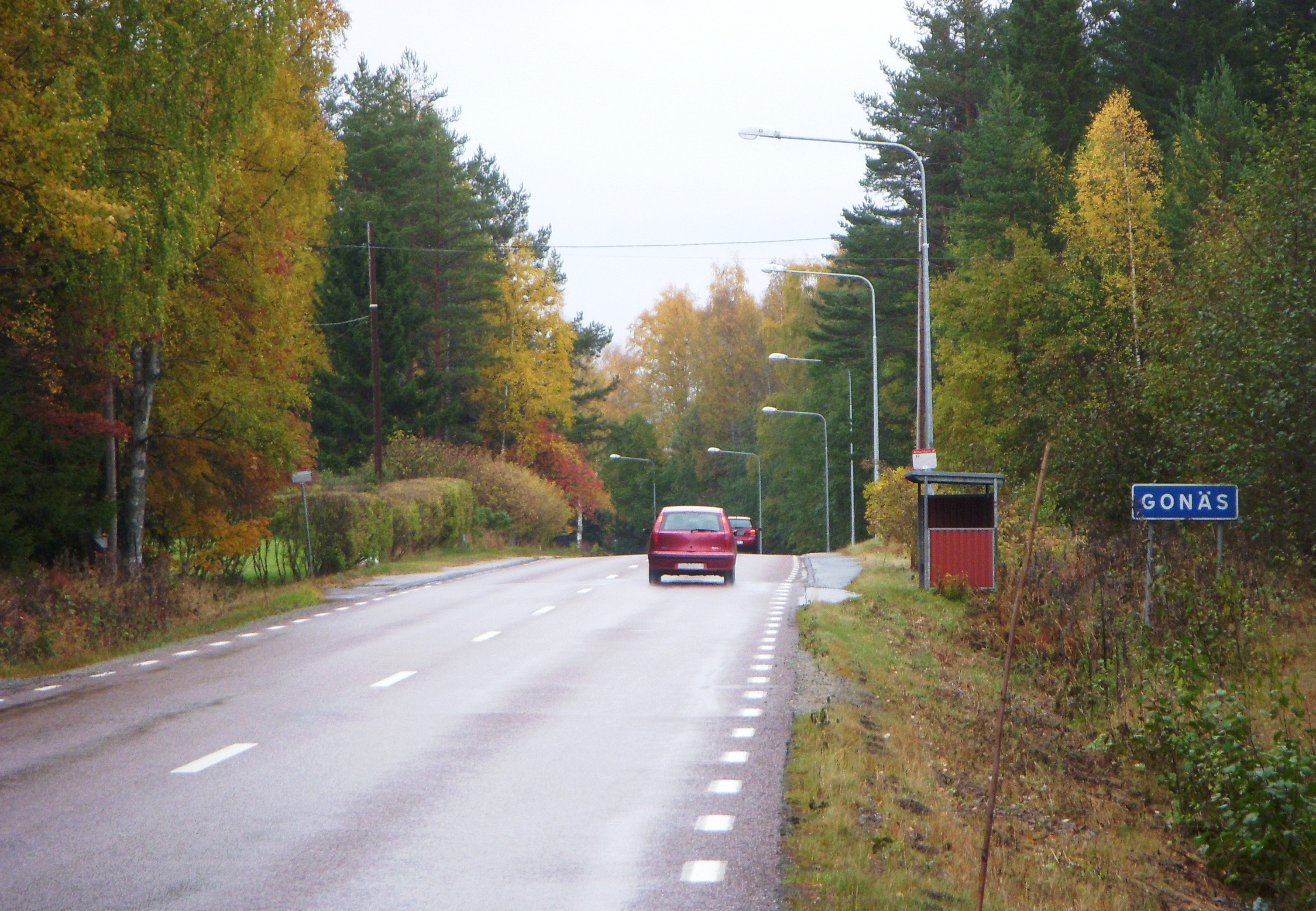
Västra ortsinfarten till Gonäs
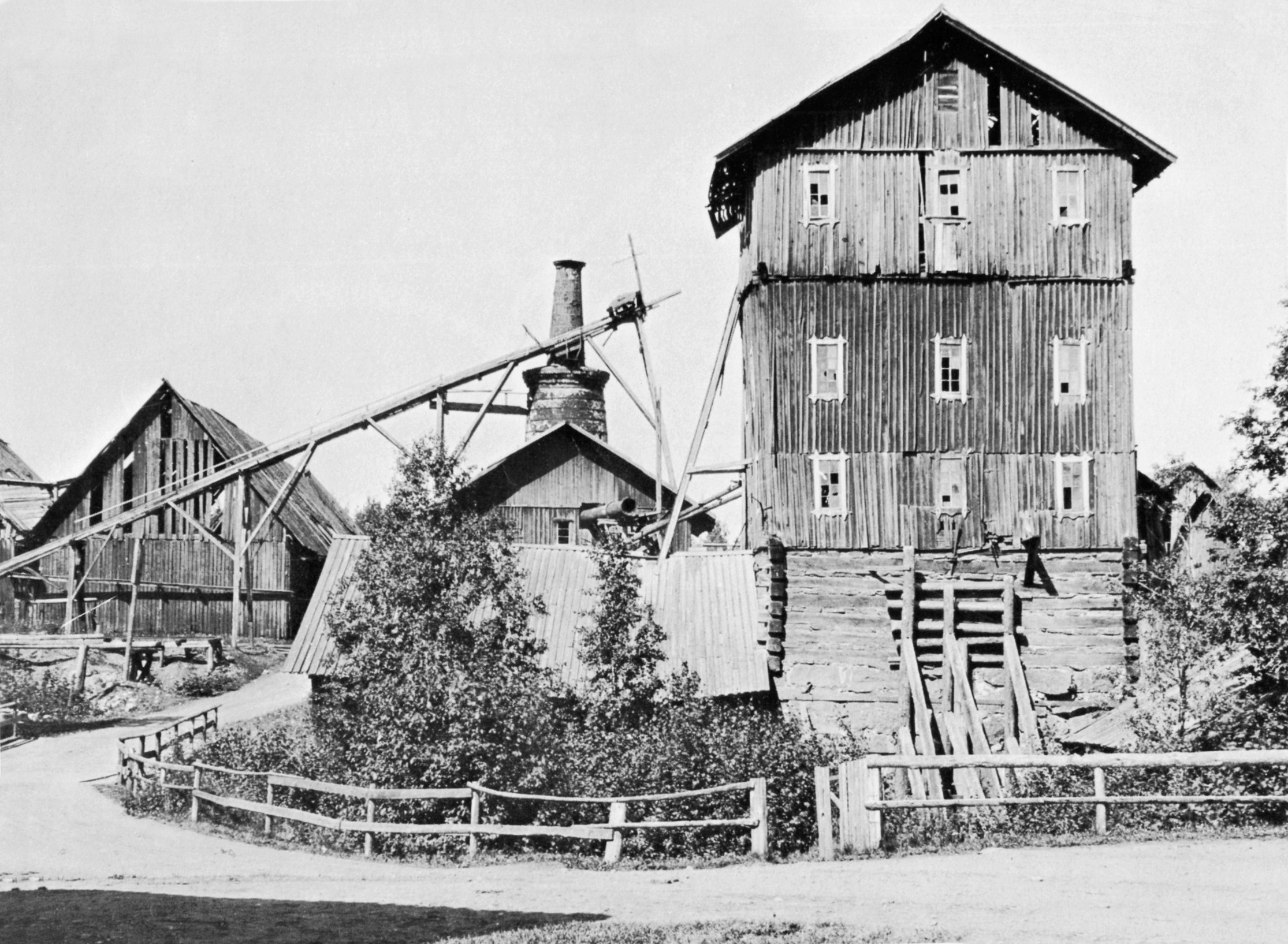
Mulltimmerhyttan i Gonäs, riven 1930